# 小行星6138
小行星6138（英語：6138）是一颗围绕太阳公转的小行星。1991年5月14日，大友哲、村松修在藤枝市发现了此天体。
这颗小行星的绝对星等为84.49733702198168等。